# Civitella d’Agliano
Civitella d’Agliano ist eine italienische Gemeinde mit 1450 Einwohnern (Stand 31. Dezember 2023) in der Provinz Viterbo in der Region Latium.

## Geographie
Civitella d’Agliano liegt 104 km nördlich von Rom und 28 km nördlich von Viterbo. Es liegt auf einem Hügel über dem Tal des Tiber. Das Gemeindegebiet erstreckt sich von den Hügeln der Tuscia bis zum Lago di Alviano, einem Naturschutzgebiet des WWF.
Zur Gemeinde gehören die Ortsteile Case Nuove, Pian della Breccia, San Michele in Teverina, San Sebastiano und Spoletino.
Seine Nachbargemeinden sind Alviano (TR), Bagnoregio, Castiglione in Teverina, Graffignano, Guardea (TR), Montecchio (TR), Orvieto (TR) und Viterbo.

### Verkehr
Civitella d’Agliano liegt in der Nähe der Autobahn A1 Autostrada del Sole. Die nächste Auffahrt ist allerdings Orvieto in 23 km Entfernung.
Der nächste Bahnhof an der Bahnstrecke Rom – Florenz ist Alviano Scalo in 9 km Entfernung vom Ortszentrum.

## Geschichte
Eine erste Burg mit dem Namen Agliano wurde um das Jahr 1000 errichtet und noch im 11. Jahrhundert von der Familie Monaldeschi übernommen, die für die nächsten Jahrhunderte das Geschick des Ortes bestimmten. 1415 kam er an die Apostolische Kammer.
Der Kurienbischof Stefano Scerra (1775–1859) wurde in Civitella d’Agliano geboren.

## Bevölkerungsentwicklung
| Jahr      | 1871 | 1881 | 1901 | 1921 | 1936 | 1951 | 1971 | 1991 | 2001 |
| --------- | ---- | ---- | ---- | ---- | ---- | ---- | ---- | ---- | ---- |
| Einwohner | 2618 | 2690 | 2772 | 2694 | 2795 | 2810 | 1894 | 1765 | 1734 |

Quelle: ISTAT

## Politik
Giuseppe Mottura (Lista Civica: Civitella di Tutti) wurde am 26. Mai 2019 zum neuen Bürgermeister gewählt.

## Sehenswürdigkeiten
- Die Rocca Monaldesca, die mittelalterliche Burg, bestimmt das Stadtbild von Civitella.
- Die Pfarrkirche Santi Pietro e Callisto wurde 1566 geweiht.
- Die Kirche San Michele in Teverina wurde 1164 gegründet.
- In der umliegenden Hügellandschaft liegt der Skulpturengarten La Serpara.

## Kulinarische Spezialitäten
Das Gebiet von Civitella ist vom Oliven- und Weinanbau bestimmt. Das Weinbaugebiet gehört zum DOC Orvieto.

## Söhne und Töchter des Ortes
Angelo Maria Dolci (1867–1939), Kardinalbischof von Palestrina, päpstlicher Diplomat.